# Agustí Yáñez i Girona
Agustí Yáñez i Girona (Barcelona, 1789 – 4 de maig de 1857) fou un farmacèutic i catedràtic d'història natural del Col·legi de Farmàcia de Sant Victorià de Barcelona, a més d'alcalde de Barcelona. Estudià al Reial Col·legi de Farmàcia de Barcelona.

## Biografia
Era fill de Lluís Yañez i Rovira farmacèutic natural de Vilafranca del Penedès i d'Anna Maria Girona i Corominas. Casat amb Joaquima Font varen tenir 5 fills i set filles. Va estudiar humanitats i filosofia en el Seminari Tridentí Conciliar de Barcelona i posteriorment inicià la seva formació científica en la disciplina de medicina. Fou l'any 1814 quan entrà a l'Acadèmia de Ciències Naturals i Arts de Barcelona i on estudià cosmografia i matemàtiques. Cal esmentar que fou president de dita Acadèmia en diverses ocasions, any 1838 per exemple, així com hi va presentar 22 treballs d'història natural i va col·laborar en el seu butlletí. Va completar la seva formació a les càtedres de la Junta de Comerç amb Carbonell en la disciplina de química i a qui posteriorment va substituir en el càrrec. També estudià física amb Vieta i botànica i agricultura amb Bahí. Finalment assistí al Col·legi de Sant Victorià i s'hi doctorà en farmàcia.
Posteriorment, a partir de 1814 exercí de docent al Col·legi de Sant Victorià on n'acabà sent catedràtic. L'any 1822 va assumir la càtedra de mineralogia la qual va compartir amb la càtedra al Col·legi de Farmàcia de Barcelona i un any més tard, amb la d'història natural. Cal apuntar que restà apartat de la docència durant el període absolutista de Ferran VII (1823-1830).
L'any 1841 fou nomenat, provisionalment, catedràtic de física experimental a la Facultat de Filosofia de la Universitat de Barcelona i el 1843 catedràtic de botànica i zoologia mèdica per la Facultat de Ciències Mèdiques. Finalment, l'any 1845 va ser nomenat catedràtic de farmàcia. L'any 1854 obtingué la càtedra de botànica aplicada a la Facultat de Farmàcia de la qual fou degà entre 1854 i 1856 i rector de la Universitat de Barcelona (1856-1857).
Destacar que entre 1826 i 1830 escriví per al Diario general de ciencias médicas. També fou soci de la Societat Econòmica d'Amics del País, i en fou secretari entre 1822 i 1823. A partir de 1834, essent un dels restauradors de la reflotació d'aquesta institució assessorà els industrials en l'ús de matèries colorants en la indústria tèxtil.
Realitzà treballs sobre la temperatura a Barcelona i sobre la geologia de la muntanya de Montjuïc (Barcelona). Escriví també diverses biografies: F. Carbonell, La Gasca, Bolós, Alcón i Sadó. També és l'autor de l'influent manual escolar Lecciones de Historia natural de 1820 reeditat diverses vegades i ampliat el 1840 amb els ensenyaments que va rebre de Carbonell i Savall. Fou catedràtic de mineralogia de la Universitat de Barcelona, degà de la Facultat de Farmàcia de Barcelona i vicerector i rector de la Universitat de Barcelona.
Val a dir que ocupà diversos càrrecs públics: jutge de fet en delictes d'impremta, membre de la Junta de Vigilància del setge de Barcelona de 1823; el 1839 va ser alcalde segon de Barcelona durant el Trienni Liberal i entre 1837 i 1849, diputat provincial.
Va morir el 4 de maig de 1857.

## Publicacions
- Yañez Girona, Agustí. De necessario scientiarum omnium foedere: oratio quam in solemni studiorum Academiae Barcinonensis inauguratione protulit Agustinus Yañez et Girona. Barcelona: typis Antonii Bergnes et Sociorum, 1842. Disponible a: Dipòsit Digital de la UB
- Yañez Girona, Agustín [dir.]. Dios y sus obras: diccionario pintoresco de historia natural y de agricultura. Barcelona: Impr. de Joaquín Verdaguer, 1842. Disponible a: Catàleg de les Biblioteques de la UB
- Yañez Girona, Agustín. Elogio histórico del doctor D. Francisco Javier Bolós Germá de Minuart, primer ayudante honorario de farmacia del Ejército, socio de la Academia: leído a la sobredicha Academia de Ciencias Naturales y Artes de Barcelona. Barcelona: Impr. de los Herederos de la Viuda Pla, 1847. Disponible a: Catàleg de les Biblioteques de la UB
- Yañez Girona, Agustín. Elojio histórico de D. Mariano La-Gasca y Segura leído en Junta pública extraordinaria celebrada por la Academia de Ciencias naturales y artes de Barcelona. Barcelona: Imprenta de Don Antonio Bergnes y Compañia, 1842. Disponible a: Catàleg de les Biblioteques de la UB
- Yañez Girona, Agustín. Lecciones de historia natural, 3 Vol. Barcelona: Impr. de Benito Espona y Blay, 1844-1845. Disponible a: Catàleg de les Biblioteques de la UB